# Władysław Gwiazdowski
Władysław Gwiazdowski (ur. 18 kwietnia 1907 w Aleksandrowie Pogranicznym, zm. 18 stycznia 1963 w Warszawie) – polski inżynier mechanik, specjalista w dziedzinie obrabiarek i obróbki skrawaniem, pedagog, profesor, wykładowca Politechniki Warszawskiej.

## Życiorys
Urodził się w Aleksandrowie Pogranicznym, w rodzinie Feliksa (zm. 1929), drobnego rzemieślnika (koszykarza), i Ludwiki z Galickich. W 1922 ukończył 7 klas szkoły powszechnej. W 1923 uczęszczał do Szkoły Realnej Polskiej Macierzy Szkolnej w Aleksandrowie Kujawskim, następnie (od 1 września 1923) do Państwowej Szkoły Budowy Maszyn w Grudziądzu, po ukończeniu której w 1927 podjął pracę w charakterze asystenta prof. inż. Edwarda Herzberga w dziedzinie obrabiarkowej. Na tym stanowisku pracował do roku 1930. W lutym 1930 zdał gimnazjalny egzamin dojrzałości dla eksternów typu matematyczno-przyrodniczego przed Państwową Komisją Egzaminacyjną powołaną przez Kuratorium Okręgu Szkolnego Pomorskiego w Toruniu i podjął studia na Wydziale Mechanicznym Politechniki Warszawskiej, które ukończył w 1937, uzyskując tytuł inżyniera mechanika ze specjalnością w dziedzinie obróbki metali. W trakcie nauki pracował jednocześnie jako technik-konstruktor w Instytucie Technicznym Uzbrojenia w Warszawie. Od 1932 nieprzerwanie do września 1939 pracował w Wytwórni Amunicji Nr 1 w Warszawie. Od 1 września 1938 dodatkowo pracował jako wykładowca obrabiarek i części maszyn na kursach Towarzystwa Kursów Technicznych (TKT) w Warszawie.
W czasie okupacji, od grudnia 1939 do sierpnie 1944 był wykładowcą początkowo na kursach TKT, a następnie, po ich zlikwidowaniu przez okupanta, nauczycielem Państwowej Szkoły Budowy Maszyn II stop. w Warszawie. Od lutego 1941 pracował także w Fabryce Maszyn i Odlewni B-ci Geisler, Okolski i Patschke w Warszawie, w Warsztatach Mechanicznych L. Cytling, Warszawa–Okęcie oraz w Warsztatach Mechanicznych inż. Z. Rapacki, Warszawa–Praga. Po powstaniu warszawskim znalazł się w Krakowie.
W 1945, jako starszy asystent, współpracował z prof. Witoldem Biernawskim, z którym wspólnie starał się uruchomić ośrodek skrawaniowy przy AGH. W 1946 został powołany na stanowisko profesora kontraktowego Szkoły Inżynierskiej im. Hipolita Wawelberga i Stanisława Rotwanda. Od 1949 prowadził wykłady w Wieczorowej Szkole Inżynierskiej, gdzie równocześnie kierował Oddziałem Technologicznym. Gdy w 1951 Szkoła Inżynierska została połączona z Politechniką Warszawską, prof. Gwiazdowski został prodziekanem Wydziału Mechanicznego Technologicznego Politechniki Warszawskiej, natomiast w latach 1952/53–1955/56 pełnił obowiązki dziekana Wydziału Mechanicznego Technologicznego PW. 5 maja 1955 otrzymał tytuł profesora nadzwyczajnego przy Katedrze Eksploatacji Obrabiarek Politechniki Warszawskiej, nadany przez Centralną Komisję Weryfikacyjną. W 1960, w wyniku przemian organizacyjnych, Katedry Budowy Obrabiarek i Eksploatacji stworzyły jedną wspólną Katedrę Obrabiarek, w skład której wchodził Zakład Badania Obrabiarek. Kierownictwo tego zakładu objął prof. W. Gwiazdowski.
Profesor Władysław Gwiazdowski był cenionym dydaktykiem, przyjacielem młodzieży. Przez 28 lat swojej pracy jako wykładowca, wykształcił ok. 4000 techników, inżynierów oraz magistrów.
W styczniu 1938 ożenił się z Jadwigą z Wolgemutów. 20 stycznia 1944 urodził się ich syn Michał.
Zmarł w dniu 18 stycznia 1963, pochowany na cmentarzu Powązkowskim (kwatera 283 wprost-1-15).

## Stanowiska
- 09.1927 – 09.1930 – Państwowa Szkoła Budowy Maszyn, Grudziądz, asystent
- 07.1931 – 12.1932 – Instytut Techniczny Uzbrojenia, Warszawa, technik-konstruktor
- 07.1932 – 09.1939 – Wytwórnia Amunicji Nr 1, Warszawa, konstruktor, kierownik Biura Opracowań Warsztatowych
- 09.1938 – 12.1950 – Towarzystwo Kursów Technicznych, Warszawa, wykładowca
- 1940 – 08.1944 – Państwowa Szkoła Budowy Maszyn II Stopnia, wykładowca
- 02.1941 – 09.1941 – Fabryka Maszyn i Odlewnia Bracia Geisler, Okolski i Patschke, konstruktor
- 09.1941 – 04.1944 – Warsztaty Mechaniczne L. Cytling, konstruktor
- 05.1944 – 07.1944 – Warsztaty mechaniczne inż. Z. Rapacki, ruch warsztatowy
- 02.1945 – 12.1945 – Politechnika Śląska (Akademia Górniczo-Hutnicza), Kraków, starszy asystent
- 01.1946 – 08.1951 – Szkoła Inżynierska im. Wawelberga, prof. Szkoły Inżynierskiej
- 09.1949 – Wieczorowa Szkoła Inżynierska, wykładowca, kierownik
- 09.1951 – Politechnika Warszawska, zastępca profesora
- 1951 – prodziekan Wydziału Mechanicznego Technologicznego, Politechniki Warszawskiej
- 1952 – 1956 – dziekan Wydziału Mechanicznego Technologicznego Politechniki Warszawskiej
- 1960 – kierownik Zakładu Badania Obrabiarek Politechniki Warszawskiej[2]

## Członkostwa
- od 1938 – członek Stowarzyszenia Inżynierów i Techników Mechaników Polskich, od 1950 – wiceprezes
- od 1946 – członek Związku Nauczycielstwa Polskiego
- 1938–1939 – sekretarz Komisji Oświatowej Stow. Inż. Mech. Polskich (SIMP)
- 1946–1947 – przewodniczący Komisji Oświatowej SIMP
- 1951–1952 – wiceprezes Stow. Inż. i Techn. Mech. Polskich
- 1949–1951 – członek Komisji Rewizyjnej ZNP przy Szkole Inżynierskiej im. Wawelberga
- Współpracował z Centralną Radą Związków Zawodowych
- 1949–1951 – przewodniczący Uczelnianego Komitetu Obrońców Pokoju w Szkole Inż. im. Wawelberga
- od 1950 – przewodniczący Wydziałowej Komisji Przydziału Pracy

## Ordery i odznaczenia
- Krzyż Kawalerski Orderu Odrodzenia Polski[1]
- Medal 10-lecia Polski Ludowej (19 stycznia 1955)[4]

## Wybrane publikacje
W czasopismach „Mechanik” i „Przegląd Mechaniczny” zamieścił około 80 artykułów i notatek autorskich bądź redakcyjnych m.in.:
- „Liczby normalne”
- „Mechanizm różnicowy i jego zastosowanie w obrabiarkach”
- „Wyposażenie obrabiarek. Próba klasyfikacji (wspólnie z inż. St. Kunstetterem)
- „O normalizacji zamocowywanie frezów”
- „Uwagi o normalizacji rozwiertaków”
- „Tokarka kopiowa konstrukcji ramowej”
- „Przyrządy umożliwiające automatyzację obrabiarek”
- „Leonardo da Vinci”
- „Nowe radzieckie tokarki pociągowe”
- „Obrabiarki węgierskie”[2]

Publikacje książkowe:
- Wydział Mechaniczny Technologiczny, w: Dziesięciolecie Politechniki Warszawskiej w Polsce Ludowej, [Warszawa] 1956, s. 318-335
- Mechanik - poradnik techniczny, T. 3 cz. 2/2, [Obrabiarki skrawające] : dzieło zbiorowe [red. Władysław Gwiazdowski, Witold Szymanowski], PWT, [Warszawa] 1959. W tym opracowanie rozdziałów:
  - I Wiadomości podstawowe (wpółaut. Lucjan Wrotny)
  - XIII. Obrabiarki do kół zębatych (współaut. Kazimierz Ochęduszko)
  - XVII. Przyrządy obrabiarkowe (współaut. Kazimierz Ochęduszko)
- Obrabiarki I. (Przewodnik metodyczny do Poradnika technicznego „Mechanik” t. III cz. 2-2 „Obrabiarki skrawające”, PWT, [Warszawa] 1959 r. dla kierunku Mechanicznego specjalność: Technologia budowy maszyn i obrabiarki), Studia Zaoczne WSI, 1962, wznowienie 1963.[2]

Pośmiertnie wydane zostały:
- Obrabiarki cz. 2, Dział Wydawniczy WSI, 1965, wznowienie w latach 1970, 1971, 1973 przez Wydawnictwa Politechniki Warszawskiej,
- Kinematyka obrabiarek, WNT [Warszawa] 1965. Pracę dokończył i przygotował do druku mgr inż. Karol Paderewski[2].